# Rutil
Rutilul (din latină rutilus = roșu) este un mineral din grupa oxizilor, de culoare roșie-brună cu variante până la negru, care cristalizează în sistemul tetragonal, având duritatea de 6 - 6,5 pe scara Mohs.
Urma are culoarea galben - brună.
Rutilul este cel mai important mineral dintre cele 3 variante de oxizi de titan, celelate două fiind anatazul și brookitul.

## Răspândire
Rutilul poate fi întâlnit frecvent și sub forme prismatice în natură, sau sub formă aciculară în masa altor minerale ca de exemplu corindon sau cuarț. Variantele aciculare din cuarț se numesc părul lui Venus.
Rutilul în formă aciculară dă naștere la așa numitele safire stelare sau rubine stelare acest fenomen de refracție a luminii fiind numit asterism.
Rutilul ca parte componentă a rocilor magmatice are un rol important ca mineral accesoriu, el putând fi întâlnit și în masa rocilor metamorfice sau sedimentare.
Rutilul este singurul dintre oxizii de titan care este stabil la temperaturi înalte.

## Importanță
Mineralul are un conținut de cca. 60 % metal, fiind, după ilmenit (FeTiO3) cel mai impotant mineral ca sursă de titan.
Poate fi produs și în mod artificial fiind folosit ca piatră prețioasă.
Oxidul de titan extras din rutil este folosit ca pigment alb datorită gradului mare de refracție a luminii.
O altă utilizare a mineralului este la confecționarea de învelișuri pentru electrozi de sudură.

## Istoric
Până în 1795 când a fost stabilită formula chimică a rutilului de către Abraham Gottlob Werner, rutilul a fost confundat cu turmalina. În 1948 a fost pentru prima oară sintetizat artificial.

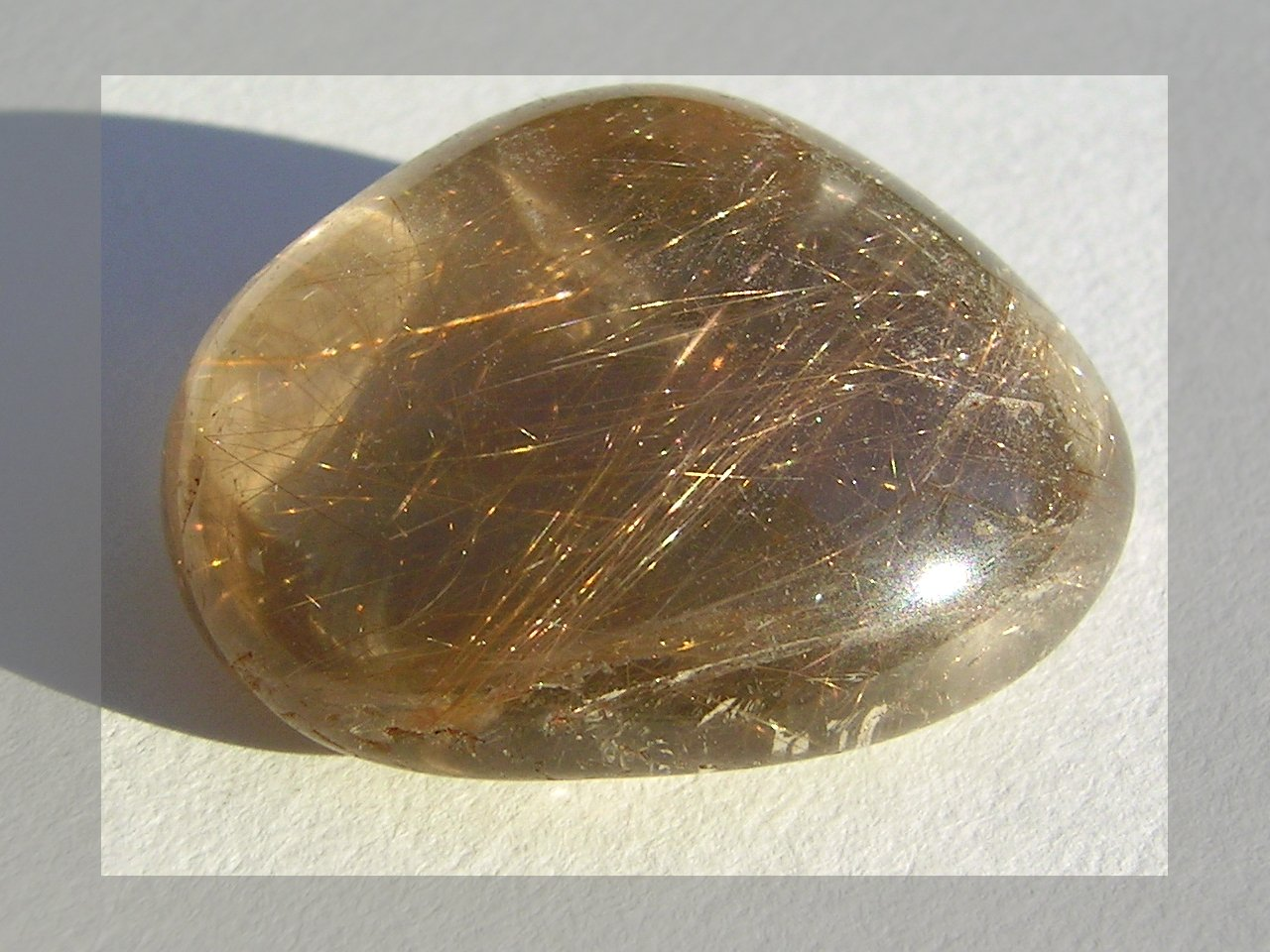
Cuarţ cu rutil